# Kristian Thorstvedt
Kristian Thorstvedt, född 13 mars 1999, är en norsk fotbollsspelare som spelar för Sassuolo. Han är son till den norske före detta fotbollsmålvakten Erik Thorstvedt.

## Klubbkarriär

### Genk
Den 3 januari 2020 värvades Thorstvedt av Genk, där han skrev på ett 3,5-årskontrakt. Den 25 april 2021 blev Thorstvedt belgisk cupmästare efter att Genk besegrat Standard Liège med 2–1 i finalen av Belgiska cupen. Den 20 maj 2021 gjorde han ett hattrick i en 4–0-vinst över Antwerp.

### Sassuolo
Den 12 juli 2022 värvades Thorstvedt av italienska Sassuolo, där han skrev på ett femårskontrakt.

## Landslagskarriär
Den 16 november 2020 blev Thorstvedt för första gången uttagen i Norges landslag till en Nations League-match mot Österrike. Två dagar senare debuterade Thorstvedt för Norge i en 1–1-match mot Österrike, där han blev inbytt i den 67:e minuten mot Mats Møller Dæhli. Thorstvedt gjorde sitt första mål den 24 mars 2021 i en 3–0-vinst över Gibraltar i kvalet till VM 2022.

## Meriter
Viking
- OBOS-ligaen: Ligamästare 2018
- Norska mästerskapet: Cupmästare 2019

Genk
- Belgiska cupen: Cupmästare 2020/2021